# Rašovice, Kutná Hora
Rašovice là một làng thuộc huyện Kutná Hora, vùng Středočeský, Cộng hòa Séc.